# Adoração dos Magos (Bosch, Madrid)
A Adoração dos Magos ou A Epifania é um tríptico. Uma pintura a óleo sobre painel de madeira do artista holandês Hieronymus Bosch, executada por volta de 1485-1500. Está agora no Museu do Prado em Madrid, Espanha.
A Adoração dos Reis Magos (do título da seção em latim da Vulgata, A Magis adoratur) é o nome tradicionalmente dado ao tema cristão parte da Natividade, no qual os três reis magos, representados como reis vindos do oriente, tendo encontrado Jesus ao seguir a estrela de Belém, colocam aos pés do Menino Jesus presentes de ouro, incenso e mirra. Eles também o adoram como "rei dos judeus". Este evento foi relatado no Evangelho de Mateus .